# Iglesia de Santa Ninfa de los Cruciferos
La iglesia de Santa Ninfa dei Crociferi es una iglesia de Palermo, construida en estilo manierista y barroco; También conocida como "iglesia rectoral de Santa Ninfa ai Crociferi" de los religiosos Camilos, está situada en la céntrica Via Maqueda, justo en el centro histórico, en el barrio de Monte di Pietà - Seracaldio - Capo. Pertenece a la archidiócesis de Palermo, vicariato de Palermo bajo el patrocinio de Santa Rosalía, arciprestazgo de Palermo.

## Historia

### Era española
La iglesia de Santa Ninfa de los clérigos regulares Ministri degli Infermi (más conocidos como "Crociferi") fue uno de los primeros edificios religiosos construidos después de la apertura de Via Maqueda. Las obras comenzaron el 10 de agosto de 1601 con la colocación de la primera piedra, a la que asistió también el fundador de la orden religiosa, Camillo de Lellis. La construcción de la obra fue incentivada por el Senado de Palermo y subvencionada con donaciones de familias nobles de Palermo impulsadas por su estima por el servicio ofrecido por los portadores de la cruz a los que sufren y a los moribundos. En el mismo terreno destinado a la construcción de la iglesia, en el límite del barrio dedicado al mismo santo, se construyó la casa de los Padres Crucíferos. El proyecto original probablemente fue concebido en Roma, pero en Palermo participaron Giovanni Macolino, Giacomo Amato, G. Clemente Mariani, Ferdinando Lombardo y Giuseppe Venanzio Marvuglia. La iglesia fue abierta al culto en 1660, pero las dificultades financieras retrasaron su finalización. La fachada, diseñada por Ferdinando Lombardo y concebida según los gustos renacentistas, fue iniciada en 1687 y se terminó sólo alrededor de 1750.

### Era contemporánea
Fuera del área urbana se encontraba una dependencia de los Padres Crucíferos: el Baglio dei Crociferi, situado en el barrio de Noce . En el momento de su construcción era un complejo residencial agrícola en las afueras de la ciudad, compuesto por un edificio central con almacenes y una gran capilla en el lado derecho de la fachada que daba al patio del baglio en cuyo centro se encontraba una fuente.

El baglio estaba cerrado por altos muros y se entraba a través de un alto portal, todavía existente, decorado con grandes sillares elevados. En los años 60 se abrió el patio en el lado norte, actualmente atravesado por Via Tommaso Aversa. 

## Arquitectura y arte

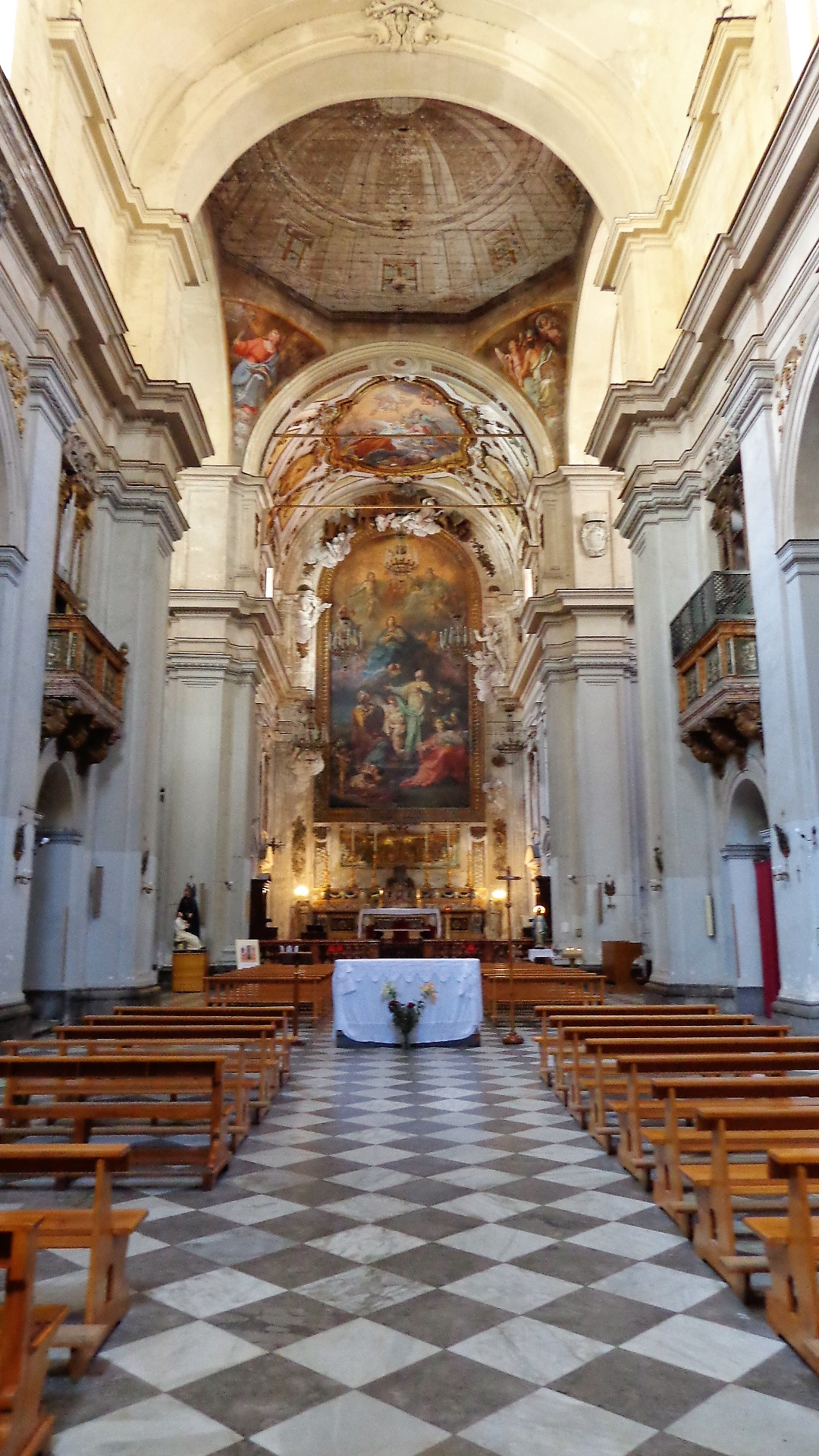
Nave.

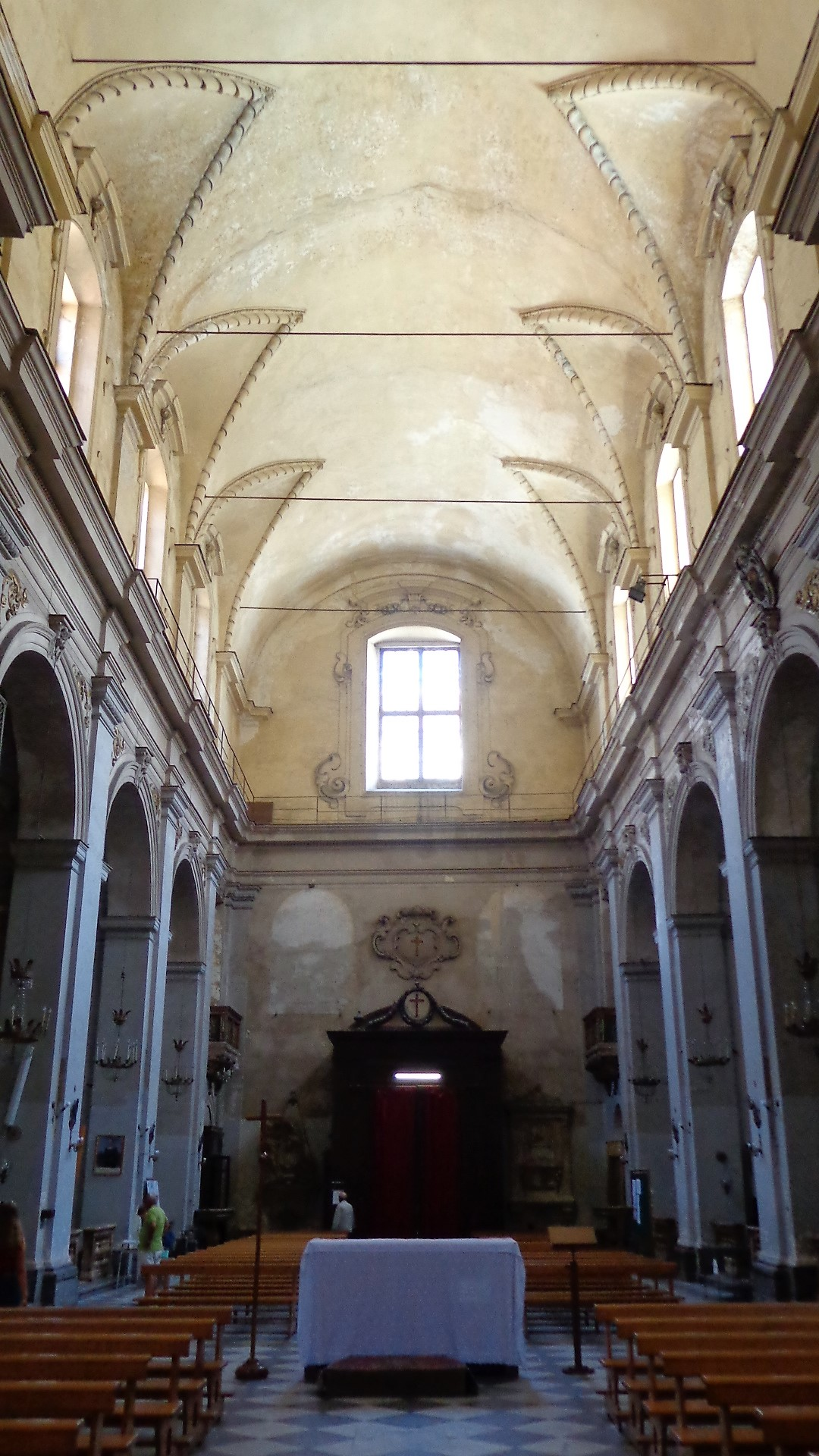
Contrafachada.

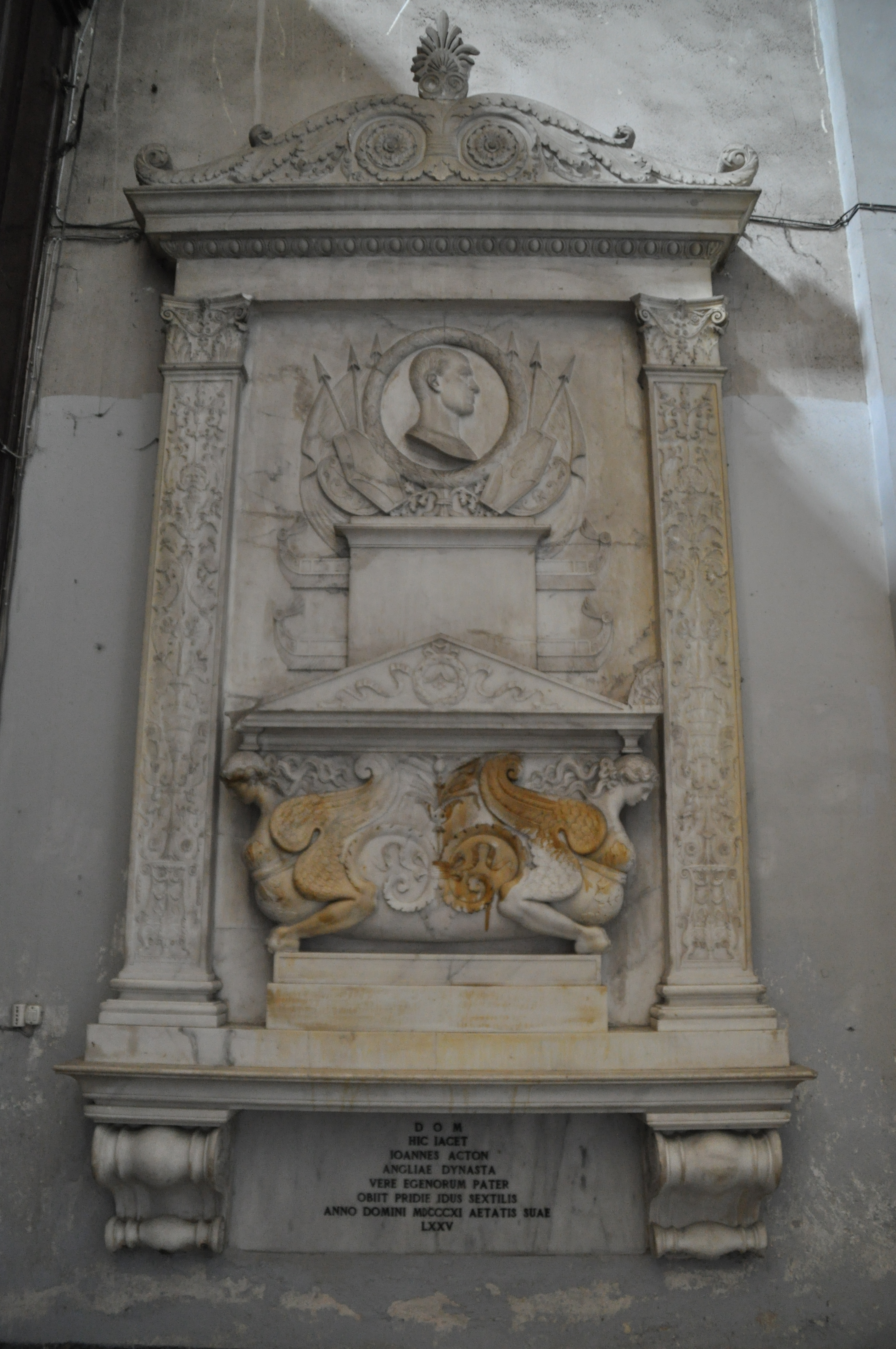
Monumento funerario a John Acton.

El acceso a la iglesia está garantizado por tres portales  rematados por relieves de estuco: los dos paneles laterales, obra de Vittorio Perez, representan a Camillo de Lellis curando a los enfermos y la colocación de la primera piedra del edificio; La situada sobre el portal central representa el Martirio de Santa Ninfa realizado por Gaspare Firriolo. En el lado derecho de la fachada hay una capilla que desde 1722 alberga una escultura mixta que representa el Ecce Homo. La planta interior es similar a la de muchos otros edificios religiosos del período de la Contrarreforma, derivando principalmente de la iglesia del Gesù y del estilo de Vignola, con planta de cruz, compuesta por un gran presbiterio cuadrado al final de una sola nave rematado por bóveda de cañón, flanqueado por seis capillas comunicantes (tres a cada lado).

## Interno

### Pasillo derecho, lado norte
A la nave izquierda se abren las siguientes capillas, comunicadas entre sí, por orden:
- Primer tramo de la izquierda: Capilla de San Giuseppe, sobre el altar se encuentra el retablo que representa el Tránsito de San Giuseppe. La capilla fue diseñada y construida por el arquitecto de Pistoia Giuseppe Clemente Mariani, de la Orden de los Cruciferos . Actualmente se exponen en ella las obras de Guglielmo Borremans. Además del retablo mayor, se conservan las pinturas que representan a la Sagrada Familia y a San José Carpintero.
- Segundo tramo: Capilla de San Venancio, en el altar un retablo de autor desconocido que representa el Martirio de San Venancio insertado en un marco de estuco atribuible a Giacomo Serpotta o a su hijo Procopio . Antonio La Barbera es el autor de los óleos que decoran la Capilla, retratando respectivamente a San Liborio, San Venanzio y el Padre Eterno.[2]
- Tercera crujía: Capilla del Sagrado Corazón. La estatua del Corazón de Jesús del siglo XIX domina el altar, en la bóveda de la capilla hay un fresco que representa a la Virgen de la Asunción. Antiguamente dedicada a la Santísima Virgen y patrocinada por la familia Bolonia.[2] En su construcción original, la Capilla albergaba la imagen de la Virgen de escuela Gaginiana, hoy conservada en la sacristía, obra encargada por Don Baldassarre Bologna, quien ostentaba el patronato de la propia capilla.[4]

### Pasillo izquierdo lado sur
A la nave izquierda se abren las siguientes capillas, comunicadas entre sí, por orden:
- Primer tramo de la izquierda: Capilla de Santa Rosalía y San Filippo Neri, hay frescos de Alessandro D'Anna que representan a la derecha a San Filippo Neri en la Gloria, a la izquierda, Santa Maddalena penitente. Antiguamente dedicada a San Luis Gonzaga .
- Segunda crujía: Capilla de la Madonna della Salute, anteriormente dedicada a San Liberale y Sant'Evansia, presenta las pinturas de San Liberale, Sant'Evansia y la Madonna della Salute sobre un panel de madera inspirado en el mismo tema presente en la Iglesia de Santa Maria Maddalena, sede de la casa de los Crociferi u Orden de los Camilos en Roma. Las estatuas de estuco a los lados del altar son de estilo serpottesco, figuras alegóricas de la Justicia y la Penitencia.[2]
- Tercer tramo: Capilla del Santo Crucifijo. Un crucifijo barroco preside el altar y en el arco se reproduce el escudo heráldico de la familia Marassi - Drago. En la base de la cruz se encuentran las estatuas de estuco de San Juan, Santa María Magdalena y la Virgen María, obras atribuidas a Giacomo Serpotta. El patronato de la capilla pertenece a la familia de Giovan Battista Marassi, cuya cripta, situada en el centro del pavimento de la capilla, está señalizada con una lápida de mármol mixto. En la pared derecha se encuentran los monumentos funerarios de Giovan Battista Marassi, duque de Pietratagliata, y Girolamo Marassi Drago, barón de Fontana Salsa, obras de elegantes formas rococó diseñadas por Paolo Amato . En la pared izquierda, el medallón de mármol con el retrato de Tommaso Santoro colocado sobre la placa conmemorativa. La familia Marassi encargó la ampliación barroca del Palacio Alliata di Pietratagliata en Palermo. La Adoración de la Serpiente de Bronce, un fresco de finales del siglo XVII situado en el arco, requiere obras de restauración urgentes.[2]

### Crucero
El crucero se caracteriza por la presencia de dos capillas:
- Altar izquierdo también conocido como Cappellone di San Camillo di Lellis: originalmente dedicado a San Carlo Borromeo y con la beatificación del Santo de los Camilos titulado San Camillo de Lellis.  El altar, obra de Gaspare Serenari, está realizado en madera estucada que reproduce falsas columnas de mármol. El cuadro central representa a San Camilo subiendo al Cielo llevado por querubines, uno de los cuales sostiene en la mano el libro de la Regla de los Ministros de los Enfermos. En el entrepaño hay dos figuras alegóricas: a la izquierda, la Caridad sosteniendo un corazón en la mano, símbolo de la Fe, con un querubín alado sosteniendo una columna de flores, símbolo de la Esperanza; A la izquierda un putto alado sosteniendo una rama florida, símbolo de las virtudes del Santo. Arriba, otros dos querubines sostienen el escudo de los Crociferi . Una vitrina colocada sobre la mesa contiene algunas reliquias del Santo y un busto de cera realizado inmediatamente después de su muerte.
- Altar derecho conocido como "Cappellane della Madonna Addolorata": originalmente dedicado a Santa Ninfa y con la creación de la majestuosa pintura colocada en el altar mayor, dedicada a la Madonna Addolorata.[2]  El retablo original se ha perdido, hoy en el pedestal colocado sobre la mesa se encuentra la estatua de la " Madonna Addolorata " atribuida a Giuseppe Milanti. A los lados se pueden admirar las estatuas de dos profetas respectivamente: a la izquierda Simeón, obra de Andrea Sulfarello, a la derecha Jeremías, obra de Gaspare La Farina. En el muro este del semitransepto se encuentra el monumento funerario de la noble Petronilla Lombardo.

### Presbiterio - altar mayor

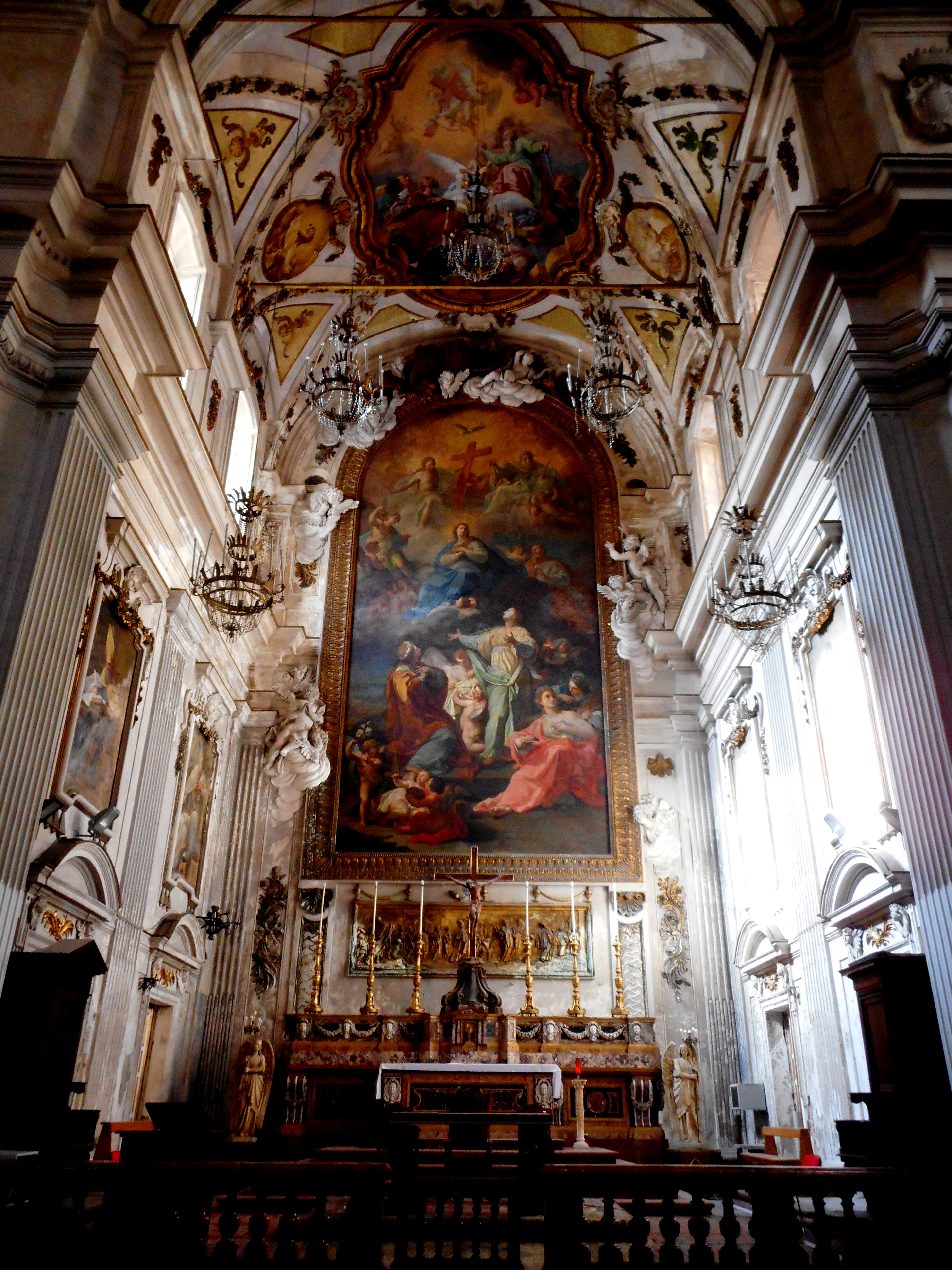
Presbiterio y altar mayor.

El presbiterio, construido entre 1624]] y 1649, se caracteriza por la presencia de la gran pintura, obra de Gioacchino Martorana, que representa a Santa Ninfa rodeada de las otras santas patronas de Palermo, Rosalía, Ágata y Oliva en presencia de la Trinidad, la Virgen María y San José.  El óleo, uno de los más grandes que existen, fue encargado, patrocinado y donado por la noble Francesca Perollo, marquesa de Lucca Sicula. Detrás del altar se encuentra el sarcófago de jaspe negro del marido de la benefactora, Francesco Lucchesi Palli.
Además, el propio Martorana es autor tanto de los grandes frescos de las paredes del coro que representan a los Doctores de la Iglesia, a la derecha San Jerónimo y San Gregorio Magno, a la izquierda San Agustín y San Ambrosio,  así como del fresco de la bóveda, que representa el Triunfo de la Cruz entre los Apóstoles, dos medallones que representan a San Pedro y San Andrés.
Debajo del fresco hay un relieve en estuco dorado, atribuido a Vittorio Pérez, que representa el Traslado de las reliquias de Santa Ninfa a la Catedral de Palermo que tuvo lugar en 1593.
El altar de mármol fue realizado por Giuseppe Venanzio Marvuglia. En el siglo XIX se pintó en trampantojo en el crucero una falsa cúpula obra de Gaetano Riolo. Utilizando la misma técnica para representar las cortinas corridas, dos pequeños balcones dorados sostenidos por querubines atribuibles al propio Riolo.

Entre los otros artistas que contribuyeron al enriquecimiento artístico de la iglesia se encuentran el escultor Giacomo Serpotta y el pintor flamenco Guglielmo Borremans.

## Sacristía

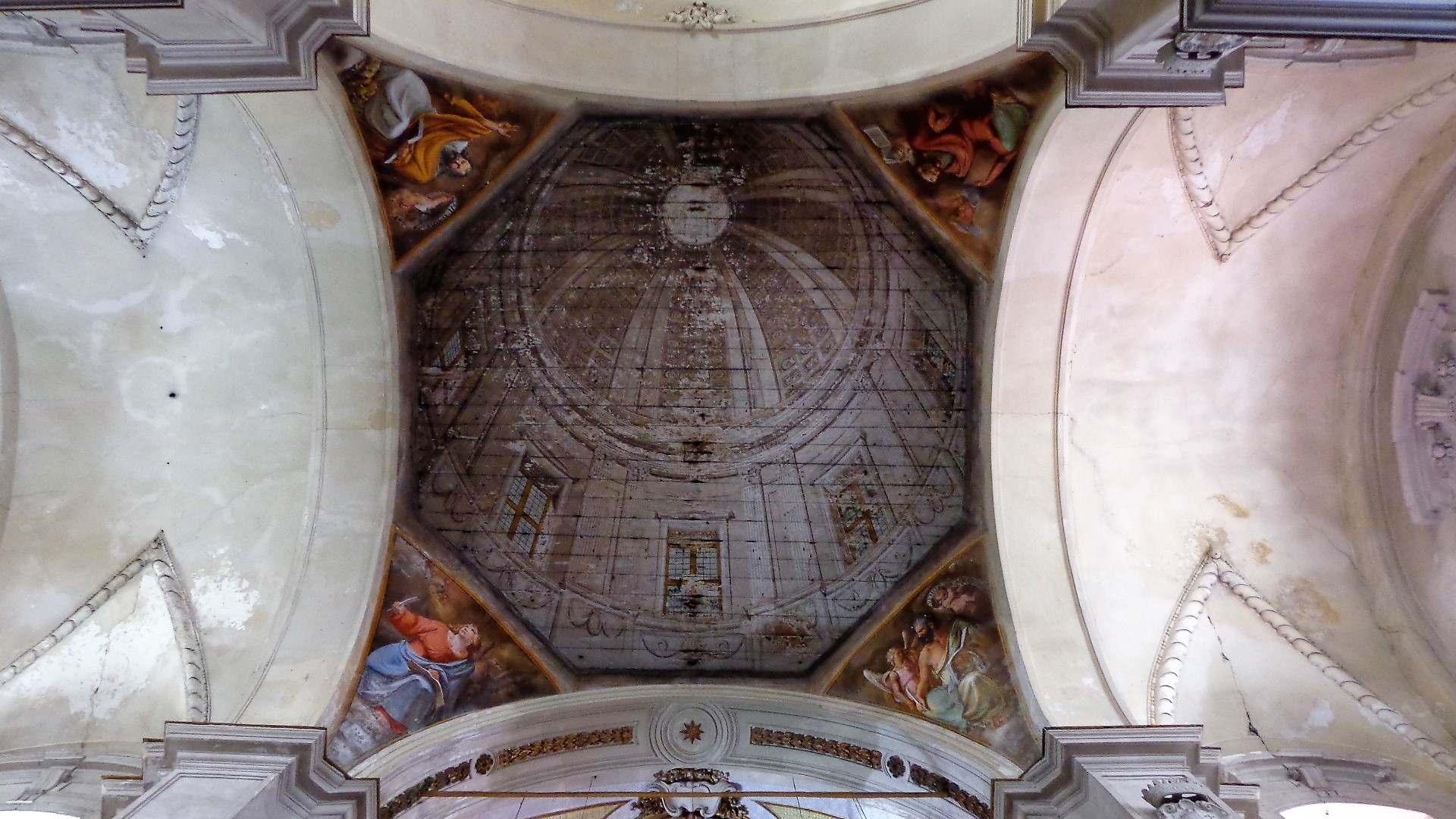
Crucero, pechinas y falsa cúpula.

En el recinto se encuentran documentadas las siguientes obras:
- Siglo XVII, Santa Cecilia,   óleo sobre lienzo de Antonino Alberti conocido como Barbalonga, fiel reproducción del cuadro de Domenichino, obra conservada en el Museo Diocesano .
- ?, Virgen con el Niño, pintura de Giovanni Lanfranco.[2]
- Siglo XVII, Crucifixión, óleo sobre lienzo de Giuseppe d'Alvino conocido como il Sozzo, obra conservada en el Museo Diocesano de Palermo.[2]
- ?, Custodia, regalo del mecenas a Giacomo Amato, arquitecto, autor de la fachada.[2]

## Casa de Santa Ninfa
{Sección en proceso de actualización}
Casa Profesa de los Crociferi.  Grandioso edificio con magnífica fachada en la Strada Nuova.
- 1736, Congregación de Sacerdotes Seculares bajo el título de la "Caridad de San Pedro".
- ? Escalera barandillada en piedra roja libeccio, obra de Giacomo Amato, arquitecto autor de la fachada.
- ?, San Camillo de Lellis, artefacto de estuco, obra atribuida a Giacomo Serpotta.
- Celdas dormitorio.[2]
- Enfermería.[2]
- Estante para libros.[2]

Tras la promulgación de las leyes subversivas, el acervo bibliográfico fue trasladado parcialmente a las estructuras de la biblioteca municipal de Casa Professa.
 Los pórticos del claustro

## Oratorio de la Caridad de San Pedro

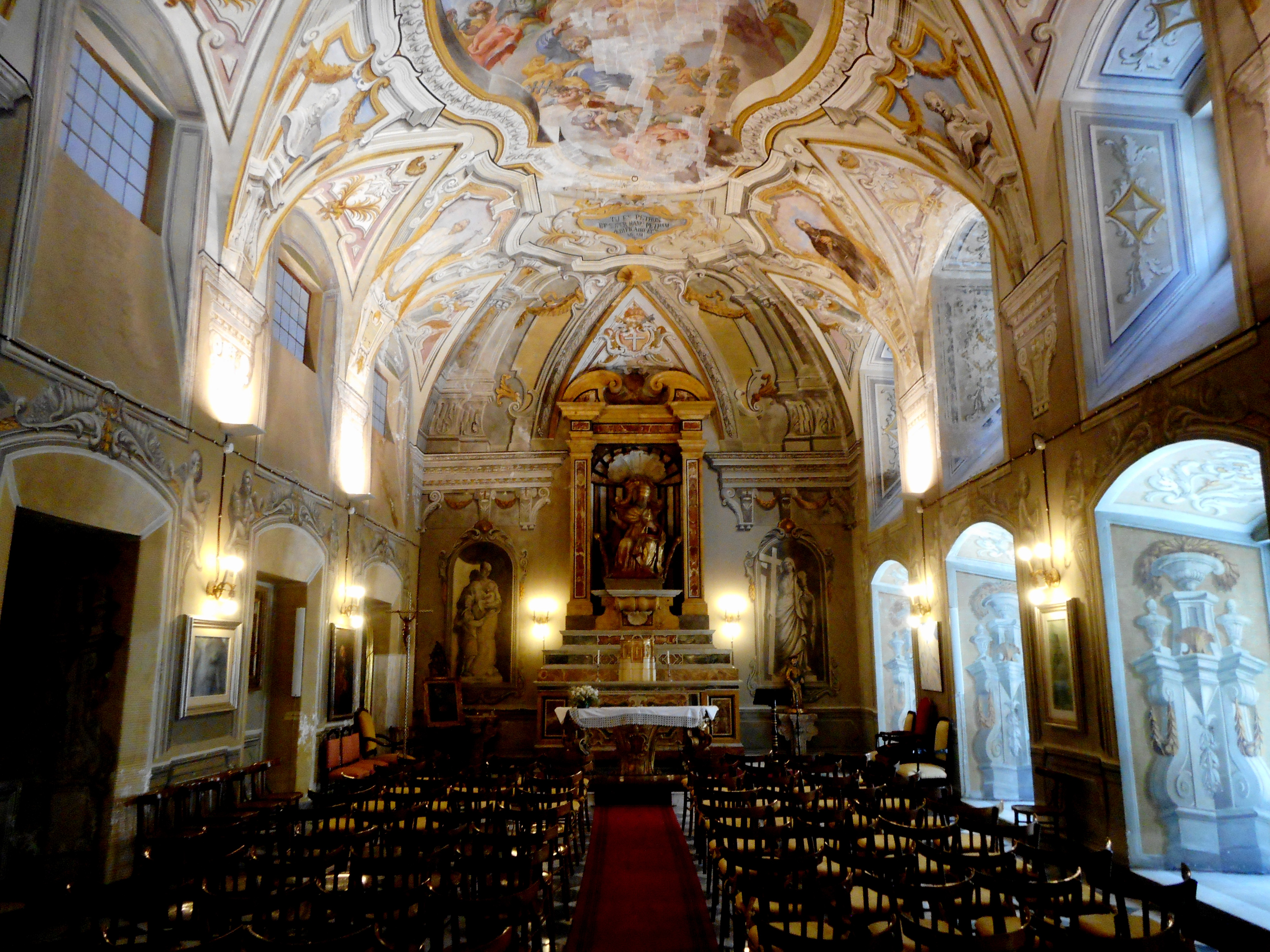
Oratorio de la Caridad de San Pedro.

El interior, que data de 1608, fue enteramente pintado al fresco por el artista flamenco Guglielmo Borremans y su taller en 1738. Las decoraciones presentan una arquitectura falsa en las paredes, culminando en el fresco de la bóveda que representa la Liberación de San Pedro de la prisión y el fresco central en la sala con la Gloria de San Pedro. El oratorio sufrió importantes cambios en su distribución a finales del siglo XIX, debido a reformas encaminadas a crear salas en la planta baja destinadas a uso de tienda.

## Personajes enterrados
- Paolo Amato, arquitecto.
- Vincenzo Amato, músico.[2]
- John Acton, político, monumento mural a la izquierda de la entrada.
- Francesco Lucchesi Palli, marqués y barón de Lucca Sicula, bajo el gran retablo de la Martorana.

## Galería de imágenes
Altares nave derecha
 Altares del pasillo izquierdo

## Entradas relacionadas
- Iglesia de San Mattia, antiguo noviciado de los Cruciferi en Porta dei Greci